# Aphanorrhegma
Aphanorrhegma es un género de musgos pertenecienter a la familia Funariaceae.  Comprende 10 especies descritas y de estas, solo 7 aceptadas.

## Taxonomía
El género fue descrito por William Starling Sullivant y publicado en A Manual of the Botany of the Northern United States 647. 1848. La especie tipo es: Aphanorrhegma serratum (Hook. & Wilson) Sull.

## Especies aceptadas
A continuación se brinda un listado de las especies del género Aphanorrhegma aceptadas hasta junio de 2015, ordenadas alfabéticamente. Para cada una se indica el nombre binomial seguido del autor, abreviado según las convenciones y usos.
- Aphanorrhegma aubertii (Besch.) Kindb.
- Aphanorrhegma cubense (Mitt.) Kindb.
- Aphanorrhegma hampei (Limpr.) Kindb.
- Aphanorrhegma magdalenae (De Sloover) Ochyra
- Aphanorrhegma niloticum (Delile) Lindb.
- Aphanorrhegma patens x physcomitrium eurystomum R.M. Schust. ex Váňa
- Aphanorrhegma serratum (Hook. & Wilson) Sull.